# Shūsaku Endō
Shūsaku Endō (遠藤 周作 Endō Shūsaku) (Tóquio, 27 de Março de 1923 – 29 de Setembro de 1996) foi um escritor japonês do século XX que escreveu com a singular perspectiva de ser japonês e católico (a população cristã no Japão é inferior a 1%). Juntamente com Junnosuke Yoshiyuki, Shotaro Yasuoka, Junzo Shono, Hiroyuki Agawa, Ayako Sono, e Shumon Miura, Shusaku Endo está incluído na  "Terceira Geração", o terceiro maior grupo de escritores japoneses pós-Segunda Guerra Mundial.

## Biografia
Nascido em Tóquio, os seus pais partiram pouco depois para a zona japonesa da Manchúria. Quando se separaram em 1933, Endo e a sua mãe voltaram para o Japão para cidade natal da mãe, Kobe. A sua mãe converteu-se ao catolicismo quando ele era pequeno, pelo que foi criado como católico. Endo foi batizado em 1934, quando tinha 11 ou 12 anos e foi-lhe dado o nome cristão de Paul.
Estudou Literatura francesa na Universidade de Lyon de 1950 até 1953.
As suas novelas refletem muitas das experiências da sua infância. Estas incluem o estigma de ser um forasteiro, a experiência de ser estrangeiro, a vida de um paciente num hospital, a luta contra a tuberculose. A sua fé católica pode ver-se de algum modo reflectida, e é no mínimo uma característica principal. A maioria das suas personagens lutam contra complexos dilemas morais e as suas escolhas muitas vezes provocam resultados trágicos. A sua obra é comparada com a de Graham Greene. De facto Greene catalogou pessoalmente Endo como um dos maiores escritores do século XX.

## Obras
As obras apresentam-se com título em inglês.
- White Man (1955)
- Yellow Man (1955)
- The Sea and Poison (1958)
- Wonderful Fool (1959)
- Volcano  (1960)
- The Girl I Left Behind
- Foreign Studies
- Silence (Silêncio) (1966)
- The Golden Country (1970)
- Upon The Dead Sea (1973)
- A Life of Jesus (Uma Vida de Jesus) (1973)
- When I Whistle (1974)
- The Samurai (1980) (O Samurai)
- Scandal (1986 novel)|Scandal (Escândalo) (1986)
- Rio Profundo - no original Deep River (1993)

## Prêmios
- 1955 Prêmio Akutagawa — Shiroi hito「白い人」[6]
- 1966 Prêmio Tanizaki — Chinmoku, 「沈黙」[7]

## Leitura de apoio
- Phillips, Caryl (3 de janeiro de 2003), «Confessions of a True Believer», Guardian Media Group, theguardian.com
- Yancey, Philip (Fevereiro de 1996). «Japan's Faithful Judas». Books & Culture. 2 (1)